# Украјинска правда
Украјинска правда (укр. Українська правда) је украјинска друштвено-политичка онлајн медијска платформа коју је основао Георгиј Гонгадзе у априлу 2000. Након његове смрти у септембру 2000. године, редакцију је предводила суоснивачица Олена Притула, која је била главна уредница до 2014. године, када је ту функцију предала Севгил Мусајевој. У мају 2021. године, нови власник издања постао је Томаш Фијала, генерални директор предузећа Dragon Capital.
Убиство оснивача Георгија Гонгадзеа у јесен 2000. године, који се противио растућој државној цензури, покренуло је међународну пажњу према слободи медија у Украјини и изазвало протесте против председника Леонида Кучме. У јулу 2016. године, украјински новинар Павел Шеремет је страдао у експлозији. До 2020. године, идентитет организатора убистава Гонгадзеа и Шеремета остаје непознат.

## Историја

### Рани период: 2000–2004
У децембру 1999. новинари Heorhii Gongadze, Olena Prytula, и Serhii Sholokh отпутовали су у Вашингтон како би указали на угрожавање слободе медија у Украјини. Према речима Prytula, током тог путовања настала је идеја о оснивању онлајн порталаФакти, pristupljeno 4. март 2025. У априлу 2000. Gongadze и Prytula основали су Украјинска правда; Gongadze је постао главни уредник, а Prytula његов заменик.ИноСМИ, 27. децембар 2004 Портал је лансиран дан након референдума који је покренуо председник Leonid Kuchma.Телекритика, архива 2012 Почетно финансирање обезбедио је спонзор блиски секретару Савета за националну безбедност Јевгену Марчуку, али је сарадња прекинута након критичког текста о њему.Украјинска правда, 3. август 2001
У почетку су уз Gongadzea и Prytulu радили Darka Chepak и Јевген Захаров. 4. септембра 2000. порталу се придружио Serhii Leshchenko. У раним јутарњим сатима 17. септембра 2000. Gongadze је киднапован и убијен. Након тога, Prytula је преузела вођство редакције. Објављивање Melnychenko снимка који је наводно умешивао председника Кучму у убиство Гонгадзеа значајно је повећало популарност портала.
Крајем 2004. Украјинска правда одиграла је кључну улогу током Наранџасте револуције, објављујући резултате излазних анкета и указујући на потенцијалне изборне неправилности. Портал је тада финансиран углавном из грантова, укључујући подршку National Endowment for Democracy и International Renaissance Foundation.

### Развој: 2005–2014
Летом 2005. portal je objavio серију текстова новинара Serhii Leshchenko под насловом „Andrii Yushchenko, Syn Božji?” о луксузном начину живота сина председника Viktor Juscenko у супротности са званично пријављеним приходима породице. На конференцији, председник је Лешченку поручио „Понашај се као пристојан новинар, а не као унајмљени убица”.Википедија УК, 2025
До 2005. Украјинска правда постаје финансијски самостална кроз оглашавање. Између 2005. и 2008. Олена Притула шири групу портал додавањем сајтова посвећених економији, забави и локалним вестима.Википедија УК, 2025 У децембру 2007. појавиле су се информације да је пољска група Agora разматрала куповину портала, са процењеном вредношћу између 5 и 10 милиона долара.Википедија УК, 2025
Године 2006. Mustafa Nayyem се придружује порталу, формирајући динамичан тим са Leshchenkom.Detector Media, 23. мај 2009The New Yorker, 29. август 2016 2008. Leshchenko истражује пренос резиденције Mezhyhirya у приватно власништво бившег председника Viktor Janukovič; на конференцији 2011.
Nayyem је први позвао грађане на Maidan Nezalezhnosti у новембру 2013. да протестују против одлуке владе да одложи асоцијацију са ЕУ, што је покренуло Evromajdan. Портал је 24. новембра привремено променио име у Yevropeiska Pravda. 24. јануара 2014. портал је забележио 1,6 милиона посетилаца у једном дану.

### Након Јевромајдана: 2014–2019
У јесен 2014., Leshchenko и Najem улазе у парламент као кандидати European Solidarity. У октобру 2014., Sevhil Musaieva постаје главна уредница на позив Prytule, задржавајући стратегијски утицај компаније као оснивач.
Пролеће 2015. види оснивање MediaHub-a у Pecherskyj rajon Кијева заједно са Hromadske TV и Центром UA, уз подршку Kyivmiskbud.

### Политичке анализе и контроверзе
Од 2016., Роман Кравец и Роман Романиук су главни политички аналитичари. Август 2016. – заједнички апел редакција Украјинска правда и Yevropeiska Pravda владама ЕУ против укидања виза и финансијске помоћи Украјини због „имитације реформи”.

### Награда Георгију Гонгадзеу
2019. PEN Ukraine и KMBS Alumni покрећу награду у част независних новинара, додељивану 21. маја на рођендан Гонгадзеа.

### 2020–2021

#### Редизајн сајта
Дана 30. априла 2020. представљен је нови дизајн са акцентом на дневне вести, аналитичке текстове и колумне.

##### UP Toloka
Од 30. септембра 2020, уводи се ниво чланства „UP Toloka“. Цена почиње од 125 грн месечно или 1.000 грн годишње. Чланови Toloke поред основних привилегија уживају ексклузивне попусте и бонус-понуде партнера.

##### Editor’s Club
Највиши ниво чланства у UP Club је Editor’s Club. Улазак је омогућен по улагању од 1.250 долара годишње и искључиво по специјалном препоруком или избору уредништва. Чланови Editor’s Club-а добијају редован приступ затвореним догађајима са руководством и приступ приватном Slack каналу.

#### Документарни филмови
Дана 15. децембра 2020. Украјинска правда је премијерно приказала документарни филм „Црвена линија: Корупција“, први у серији о највећим изазовима у Украјини.

#### Награда Украјинска правда
Поводом 20. годишњице, портал је установио годишњу награду у осам категорија: „Новинар године“, „За активни грађански ангажман“, „Добровољац године“, „Друштвени пројекат године“, „Уметник године“, „Искрањење године“, „Инноватор године“.

#### Промена власништва
У мају 2021, оснивачица Olena Prytula и директор Dragon Capital Томаш Фиала потписали су уговор о преносу свих корпоративних права Украјинска правда групи Dragon Capital. Уредничка политика и радни процес остају непромењени, са Sevgil Musaieva на чelu редакције и Olena Prytula као оснивач.